# Mitsubishi Celeste
Der Mitsubishi Celeste war ein Sportcoupé, das von Herbst 1975 bis Mitte 1981 von dem japanischen Hersteller Mitsubishi hergestellt wurde. Es basierte auf dem ersten Mitsubishi Lancer, besaß aber eine eigenständige Karosserie mit Schrägheck. Auffällig waren dabei die mit Kunststofflamellen verkleidete Heckscheibe und die ebenfalls verkleideten Opera Windows.

## Übersicht
Ab Frühjahr 1977 wurde der Celeste auch in Deutschland angeboten. Er gehörte, gemeinsam mit dem Lancer und dem größeren Galant, zum ersten Modellprogramm, mit dem Mitsubishi auf den deutschen Markt kam.
In Deutschland wurde das Coupé in zwei Versionen angeboten:
- 1600 ST – 1570 cm³ (4G32), 54 kW (73 PS), 160 km/h, 11890 DM (1978)
- 2000 GSR – 1981 cm³ (4G52), 72 kW (98 PS), 170 km/h, 13390 DM (1978).

Der Celeste war damit etwa 2500 DM günstiger als ein vergleichbar motorisierter VW Scirocco I.
Anfang 1979 wurde der Celeste überarbeitet, von nun an hatte er rechteckige Scheinwerfer anstelle der zuvor verwendeten Rundscheinwerfer. Die Leistung des größeren Motors stieg auf 77 kW (105 PS).

### Modelle weltweit
In Japan gab es auch eine schwächere Version mit einem 1,4-Liter-Motor (4G12), der aber in Europa nicht angeboten wurde. Auf anderen Märkten hieß das Modell Colt Celeste oder Lancer Celeste, so dass es als Teil dieser Modellreihen geführt wird. In Europa wurde der Celeste aber als eigenständiges Modell geführt. Auch die in den USA und Kanada angebotenen Modelle Plymouth Arrow und Dodge Arrow bezeichnen dasselbe Modell, nur in der an die amerikanischen Zulassungsvorschriften angepassten Form, insbesondere mit den in den USA damals vorgeschriebenen Stoßstangen, die einen Aufprall mit zu diesem Zeitpunkt bis zu 5 mph ohne Schäden an der Karosserie absorbieren mussten. Dort gab es auch einen größeren 2,6-Liter-Motor. In Australien wurde das Modell unter dem Namen Chrysler Lancer verkauft.
Im Juni 1981 wurde die Produktion des Celeste beendet. Sein Nachfolger wurde im Herbst 1982 der Mitsubishi Cordia, der aber Frontantrieb hatte, während der Celeste (wie auch der erste Lancer) über die Hinterräder angetrieben wurde.

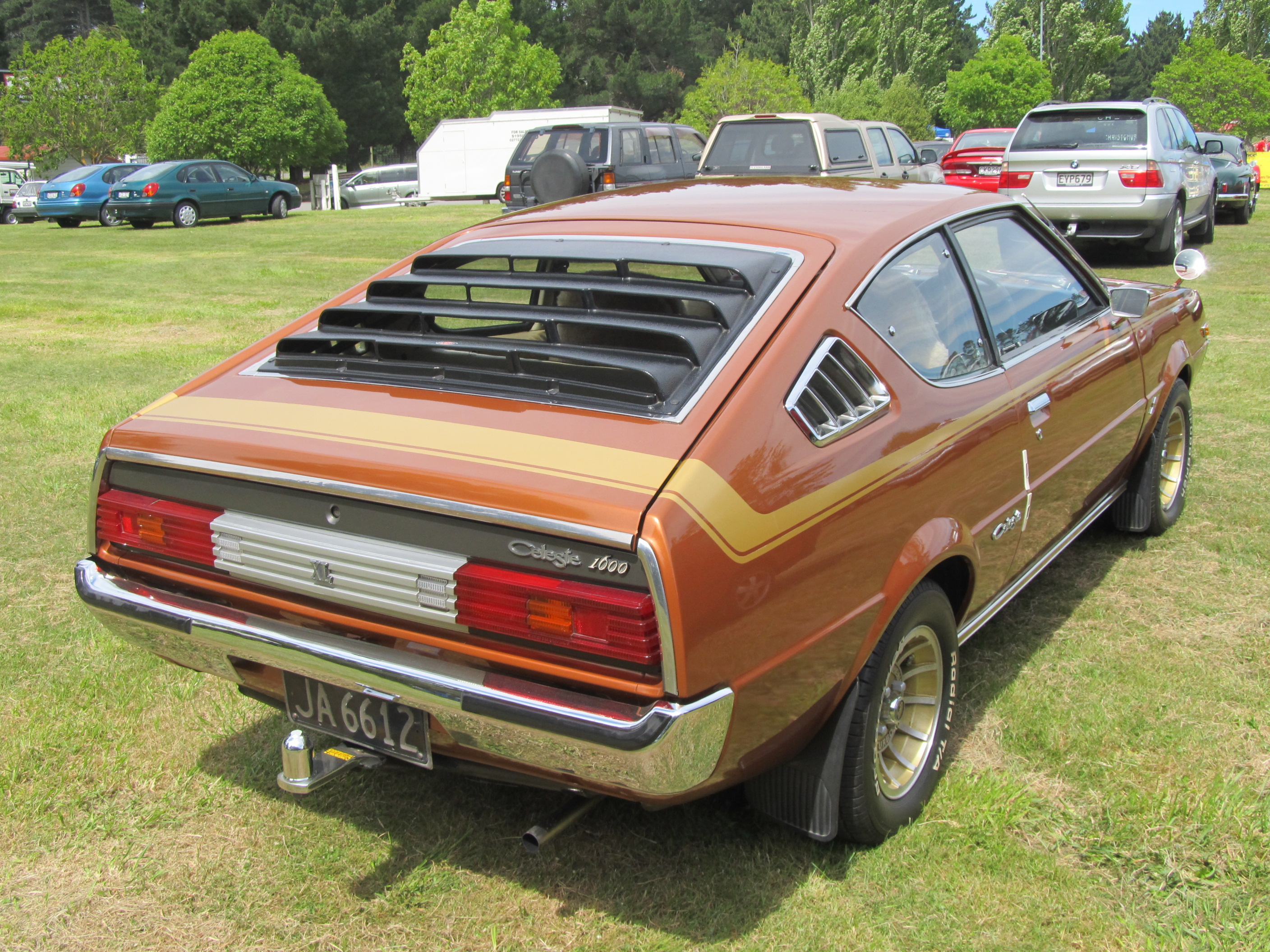
Heckansicht
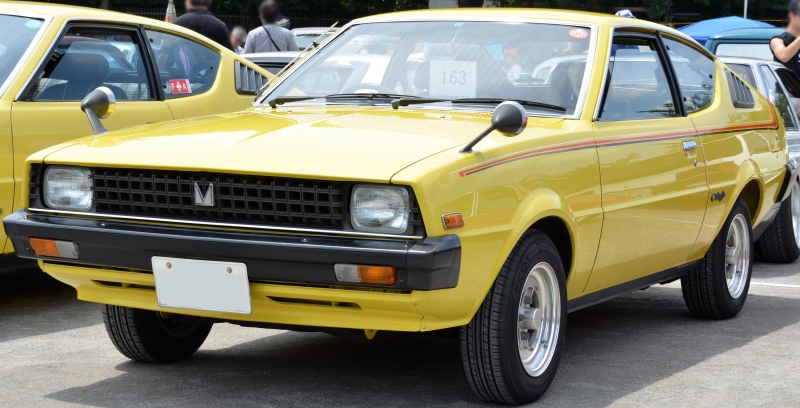
Mitsubishi Celeste (1979–1981)
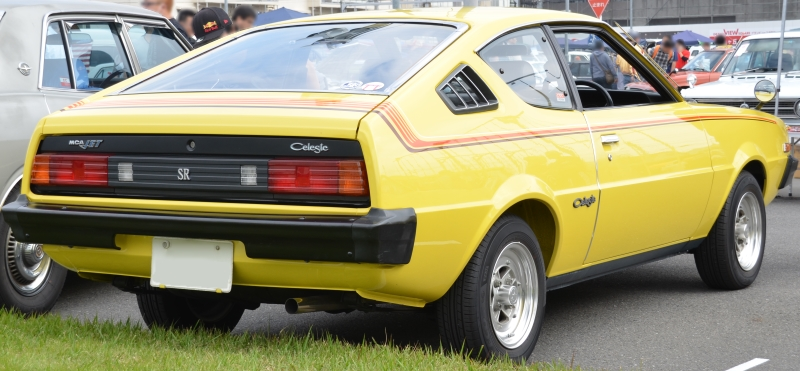
Heckansicht
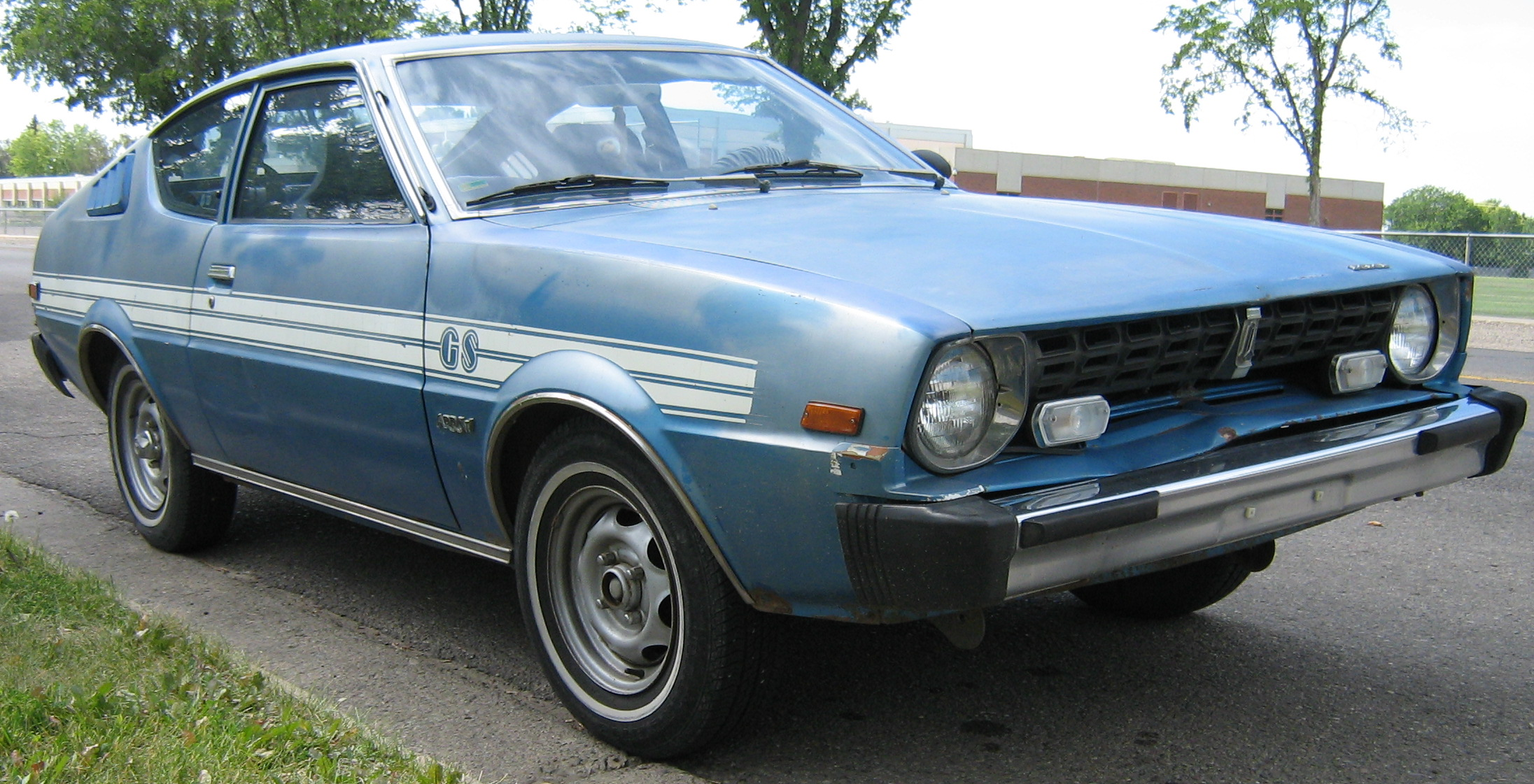
Dodge Arrow (Kanada)
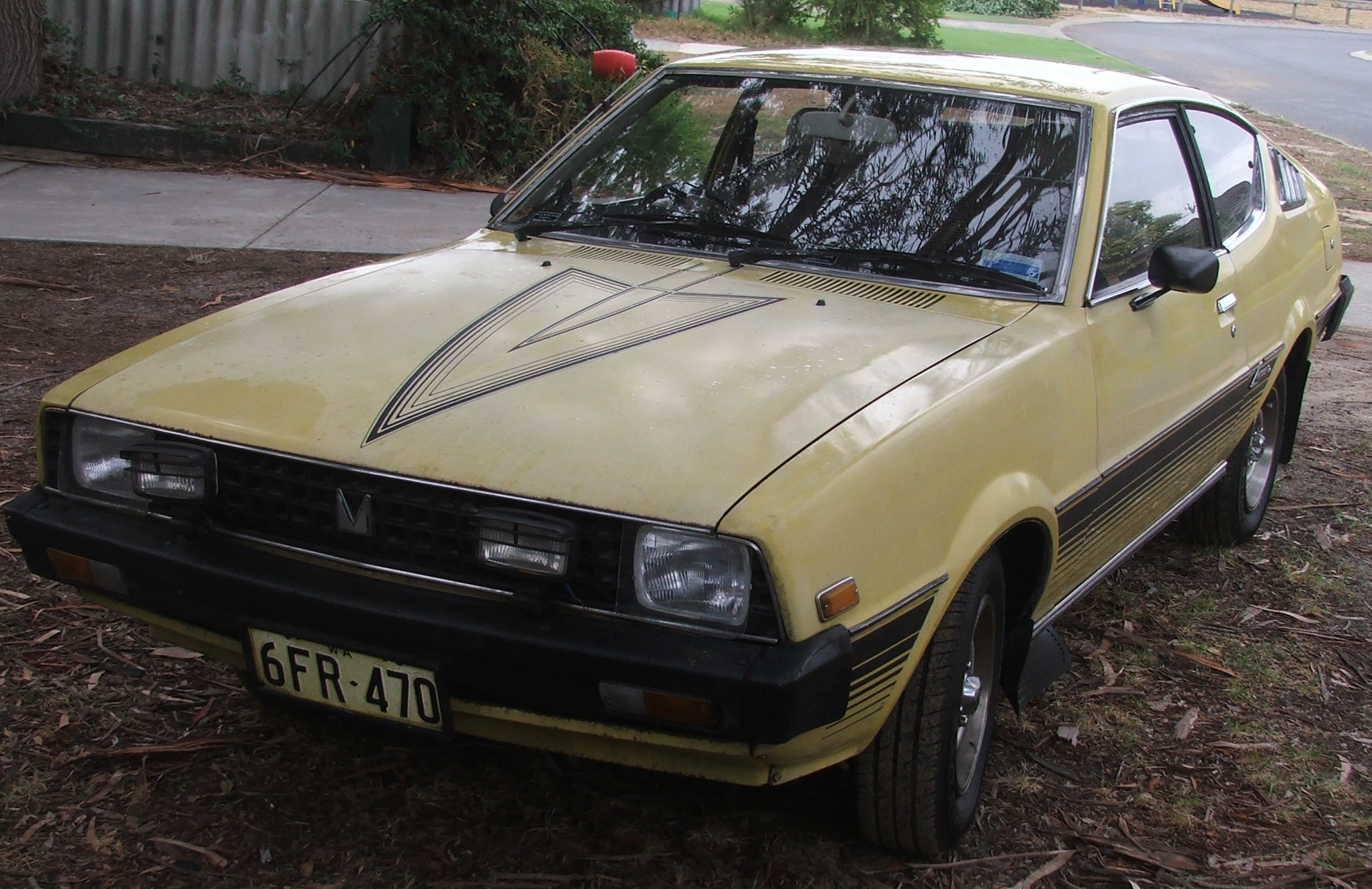
Chrysler Lancer (Australien)